# Double Portrait d'Andrea Navagero et Agostino Beazzano
 (août 2024).
Si vous disposez d'ouvrages ou d'articles de référence ou si vous connaissez des sites web de qualité traitant du thème abordé ici, merci de compléter l'article en donnant les références utiles à sa vérifiabilité et en les liant à la section « Notes et références ».
Le Double Portrait d'Andrea Navagero et Agostino Beazzano  est une peinture à l'huile sur toile de 76 × 107 cm, datant de 1516, du peintre Raphaël, conservée à la Galerie Doria-Pamphilj à Rome.

## Histoire
Le double portrait a vraisemblablement été réalisé en avril 1516 quand les deux humanistes Andrea Navagero et Agostino Beazzano  se trouvaient encore à Rome encore peu de temps avant que le premier retourne à Venise à l'occasion de sa nomination comme administrateur général de la République Sérénissime.
Une lettre écrite par Pietro Bembo en 1516 et adressée au Cardinal Bibbiena révèle que Raphaël, Baldassare Castiglione, Beazzano et Navagero ont voulu faire un voyage ensemble. La littérature traditionnelle rapporte que Raphaël aurait réalisé ce double portrait avant le départ, en cadeau pour leur ami commun,.
En 1530, le tableau est détenu par le poète Pietro Bembo dans sa résidence de Padoue.
Des analyses ont confirmé que le tableau est le fruit du travail personnel de Raphaël.
En 2008, la peinture est cédée temporairement au Musée du Prado à l'occasion d'une exposition sur les Portraits de la Renaissance.

## Description
Le tableau représente deux personnages en buste sur un fond sombre. À gauche, Andrea Navagero de trois-quarts tourné vers la droite, le visage encadré par une longue barbe brune, coiffé d'une barrette noire, drapé dans un manteau vert foncé, et à droite Agostino Beazzano aussi de trois-quarts, tourné vers la droite, le visage encadré par des cheveux longs, l'échancrure de sa chemise sans col dépassant  de son habit.
Le regard des deux personnages est dirigé vers le spectateur par la rotation de leur tête créant un effet de proximité avec le spectateur.

## Analyse
Les deux écrivains ont été représentés comme s'ils venaient d'interrompre un dialogue, mettant en évidence leurs visages expressifs et intelligents sur un fond sombre. Le réalisme des yeux, l'intensité des regards témoignent du niveau de maîtrise atteinte par Raphaël et de l'évolution du style des portraits à Rome.

## Sources
- (es) Cet article est partiellement ou en totalité issu de l’article de Wikipédia en espagnol intitulé « Retrato de Andrea Navagero y Agostino Beazzano » (voir la liste des auteurs).